# Abderahim Benkajjane
Abderahim Benkajjane (ur. 19 czerwca 1985) – marokański piłkarz, grający jako obrońca. Od 2017 roku wolny zawodnik.

## Klub

### US Raon-l'Étape
Zaczynał karierę we francuskim US Raon-l'Étape.
W sezonie 2006/2007 zagrał 22 mecze i strzelił jednego gola w trzeciej lidze francuskiej.

### 2008–2009
1 czerwca 2008 roku przeniósł się do SC Feignies. 1 lipca 2008 roku przeniósł się do Kawkabu Marrakesz.

### Wydad Casablanca
1 lipca 2009 roku został zawodnikiem Wydadu Casablanca.
W sezonie 2011/2012 (pierwszym w bazie Transfermarkt) zagrał 4 mecze.
W sezonie 2012/2013 rozegrał 5 spotkań.

### Khaitan SC
1 lipca 2013 roku został zawodnikiem Khaitan SC.

### Maghreb Fez
31 sierpnia 2014 roku powrócił do kraju, podpisując kontrakt z Maghrebem Fez. W tym zespole zadebiutował 26 października 2014 roku w meczu przeciwko Renaissance Berkane (1:1). Zagrał cały mecz. Pierwszego gola strzelił 22 marca 2015 roku w meczu przeciwko Raja Casablanca (wygrana 2:1). Do siatki trafił w 12. minucie. Łącznie zagrał 30 meczów.

### Chabab Atlas Khénifra
1 lipca 2016 roku przeszedł do Chabab Atlas Khénifra. Zadebiutował tam 27 sierpnia 2016 roku w meczu przeciwko JS de Kasba Tadla (0:0). Zagrał całe spotkanie. Łącznie wystąpił w 5 meczach.
1 lipca 2017 roku odszedł z tego zespołu.